# Synoecetes anterior
Synoecetes anterior là một loài tò vò trong họ Ichneumonidae.